# Heteronyx comans
Heteronyx comans är en skalbaggsart som beskrevs av Blackburn 1909. Heteronyx comans ingår i släktet Heteronyx och familjen Melolonthidae. Inga underarter finns listade i Catalogue of Life.